# 總理回疆事務參贊大臣
總理回疆事務參贊大臣，是清代新疆回部地方的駐紮大臣，“總理回部各城事務”。乾隆二十四年（1759年）始置，因其駐喀什噶爾（今新疆喀什市）辦事，故稱喀什噶爾參贊大臣。乾隆二十八年（1763年），以喀什噶爾參贊大臣“總理回疆事務”。乾隆三十年（1765年）移駐烏什。乾隆五十二年（1787年）復移駐喀什噶爾。道光十一年（1831年）改葉爾羌辦事大臣為參贊大臣，喀什噶爾參贊大臣降為領隊大臣。同治三年（1864年）以後，因同治新疆回亂和阿古柏之亂而空缺。光緒九年（1883年）裁撤參贊、辦事大臣，置知府、知州，次年設立新疆省。

## 沿革
乾隆二十四年（1759年），清軍平定大小和卓之亂，置參贊大臣辦理喀什噶爾事務，受伊犁將軍節制。首任參贊大臣為海明，駐徠寧城（喀什噶爾滿城）。乾隆二十八年（1763年），以參贊大臣觉罗納世通總理回疆南八城事務。乾隆三十年（1765年），烏什辦事大臣素誠被殺，以永貴為總理回疆事務參贊大臣，移駐烏什。喀什噶爾改設辦事大臣。乾隆五十二年（1787年），仍移參贊大臣駐喀什噶爾。嘉慶二年（1797年），設英吉沙爾領隊大臣，管轄原屬喀什噶爾的英吉沙爾地方。道光七年（1827年）喀什噶爾參贊大臣移駐恢武城（今疏勒縣）。道光十一年（1831年），移駐葉爾羌（今莎車縣），改葉爾羌辦事大臣為參贊大臣，總理回部，喀什噶爾置領隊大臣、辦事大臣。同治三年（1864年），新疆回亂暴發，阿古柏攻佔喀什噶爾漢城（恢武城），喀什噶爾辦事大臣奎英殉難。同治四年（1865年）葉爾羌參贊大臣武隆額離任，此後參贊大臣一職空缺。光緒四年（1878年）清軍收復回部各城，此後設立“西四城善後總局兼辦喀什噶爾善後局”管理回部西四城（喀什噶爾、英吉沙爾、葉爾羌、和闐）。光緒九年（1883年），裁撤參贊、辦事大臣，改行內地的郡縣制。喀什噶爾地方置疏勒直隸州，葉爾羌地方置莎車直隸州，不久均升為府。

## 轄區

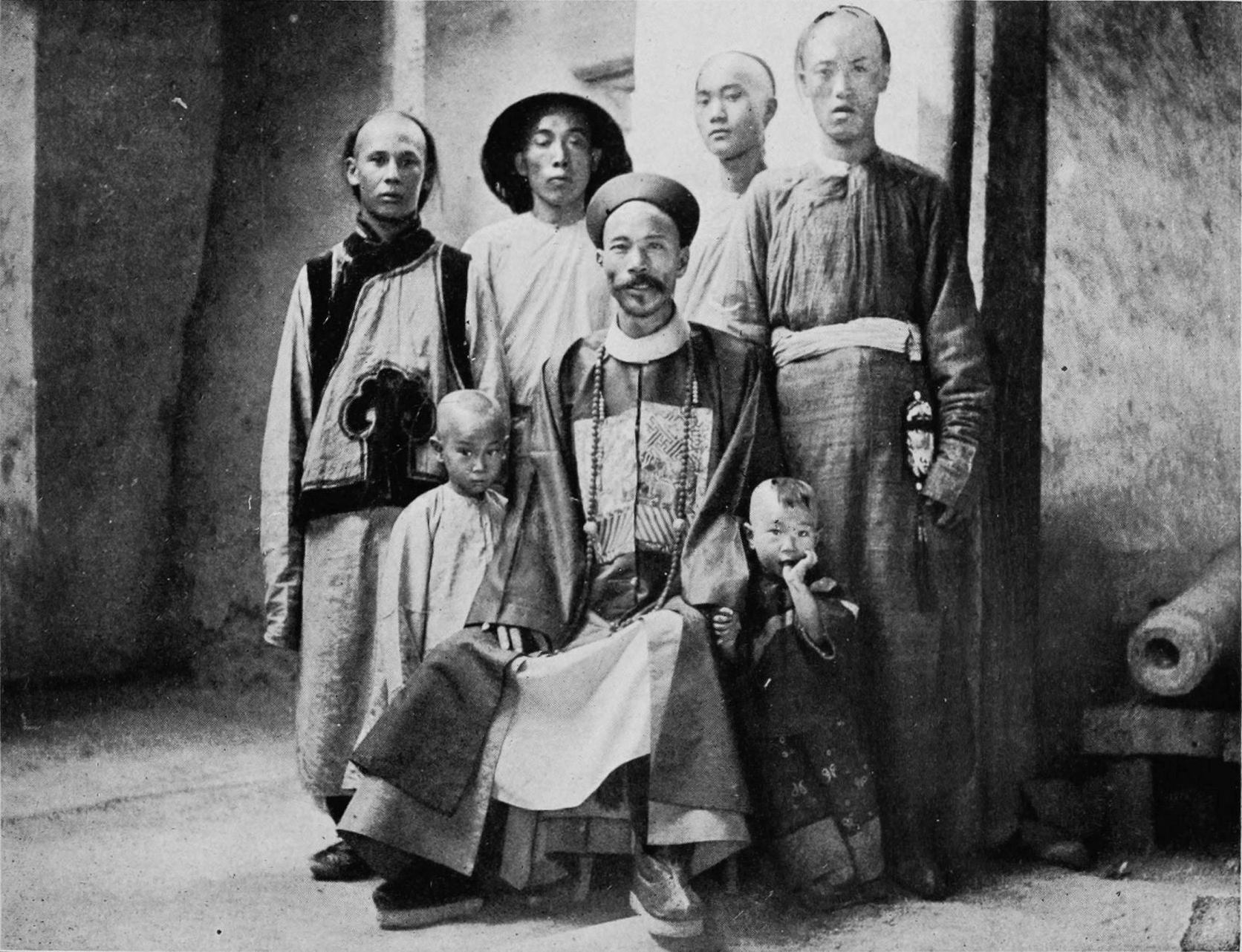
驻和田的办事大臣和属员

喀什噶爾參贊大臣及協辦大臣辦理喀什噶爾地方事務，其所轄區域為：伯什克勒木、伊克斯哈拉、牌租阿巴特（今伽師縣）、阿爾巴特、汗阿里克、塔什巴里克、赫色勒布伊、托璞魯克、提斯袞、岳譜爾和（今岳普湖縣）、英吉沙爾（今英吉沙縣）、塞爾們、哈喇刻爾、托克庫爾薩克、鄂坡勒、阿斯騰阿喇圖什、鄂什、霍爾干、玉斯屯阿喇圖什、阿喇古、巴爾昌、和什庫珠克、阿喇楚勒、葉什勒庫勒。
回部南八城的重要軍事、行政事務，也由參贊大臣辦理，重大事宜須上奏伊犁將軍。南八城的其他駐紮大臣（葉爾羌辦事大臣、和闐辦事大臣、阿克蘇辦事大臣、烏什辦事大臣、庫車辦事大臣、喀喇沙爾辦事大臣、英吉沙爾領隊大臣），均受喀什噶爾參贊大臣節制。東路的哈密辦事大臣、吐魯番領隊大臣則由烏魯木齊都統節制。

## 屬員
- 喀什噶爾協辦大臣一員。
- 章京四員，掌管四部衙門，筆帖式四員、委筆帖式九員，見辦事衙門。
- 卡倫侍衛十八員。
- 管理滿營協領一員、佐領二員、防禦二員、驍騎校三員、前鋒校三員、委筆帖式一員。
- 管理錫伯營佐領一員、驍騎校一員。
- 管理索倫營佐領一員、驍騎校一員。
- 管理綠營副將（原為總兵）一員、遊擊一員、千總三員、把總三員、經制外委六員、聽差都司守備二員。
- 英吉沙爾領隊大臣一員。

### 辦事衙門
- 印房，章京一員、筆帖式二員、委筆帖式四員。
- 回務處，掌管回人（穆斯林）事務，置章京一員、筆帖式一員、委筆帖式二員。
- 糧餉局，乾隆二十七年（1761年）設，置章京一員、筆帖式一員、委筆帖式一員。
- 經牧處，章京一員、委筆帖式二員。

### 引用
1. ↑  《一統志》新疆統部、《清史稿》卷一百十七職官志四